# Похід Куницького на Правобережжя і Молдову

Похід Куницького 1683-84 років та (пунктиром) інші походи козаків проти Кримського ханства під час війни 1683-99 років

Похід Куницького на Правобережжя і Молдову — військовий похід Стефана Куницького у 1683—1684 рр.

## Відновлення Правобережного гетьманства
23 липня 1683 p. рада правобережного козацтва у присутності 40 старшин звертається до короля Яна III Собеського з проханням прийняти її під свою владу й дозволити виправу на османські володіння. Колишній немирівський староста військовий товариш Війська Запорозького Стефан Куницький у своєму листі до королівського уряду виклав короткий зміст перебігу ради та сформулював її пропозиції до уряду Речі Посполитої. Зокрема він відзначав: що 1) «народ християнський український вже не має змоги терпіти османського панування і чекає щасливої війни короля Речі Посполитої з султаном», 2) козаки наказали македонському митрополиту, який був у них проїздом до Москви, щоб той передав царю «аби разом з Польщею йшли проти Порти», 3) «є добра можливість напасти на Молдавію і Буджак, бо вони майже не обороняються». У зв'язку з цим С. Куницький прохав короля дати згоду на похід козацького війська до Молдавії і запевняв Яна III Собеського, що він розраховує набрати до 10 000 козаків для цієї операції.
24 серпня того ж року монарх Речі Посполитої призначає Стефана Куницького гетьманом правобережного Війська Запорозького, а також посилає на Правобережну Україну хелмського каштеляна С. Дружкевича, якому дає посаду спеціального «комісара над козаками». Повноваження у новопризначеного «комісара» були досить значними, адже він міг від імені короля видавати козацьким полковникам спеціальні накази-«ординанси». Крім того, король наказав виготовити гетьманську булаву і печатку з «гербом старожитнім України». Трохи згодом ці та інші клейноди вручив С. Куницькому королівський посланник Монкольський.

## Визволення Правобережної України
Наприкінці літа підрозділи гетьмана Куницького оволоділи Немировом, вигнавши звідти ставленика молдавського господаря і османського гетьмана Правобережної України Дуки І. Драгинича. Отримавши згоду короля на похід до молдавських земель, Куницький починає запрошувати до себе козаків з лівобережних полків та Запорожжя. Набравши близько 5000—6000 чоловік, наказний гетьман у вересні 1683 р. вирушив на боротьбу з «невірними бусурманами».
13 вересня українське військо вже було біля берегів Тягині, неподалік Кишинева. Там знову відбулася козацька рада, яка ухвалила «Білгород, Килію, звідки османи мають найбільше провіанту, попалити і йти на Буджак перед зимою». У листі до короля від 24 вересня Куницький повідомляв, що відправив кілька тисяч козаків у буджацькі степи, а сам з піхотою залишився під Тягинею (Бендерами). Наприкінці жовтня козацьке військо повертається на Правобережну Україну. На шляху до Немирова полки С. Куницького пробували захопити Меджибіж і Бар, але це їм не вдалося. Правобережний гетьман свідчив про те, що «…даремно пробували фортуни. Писали до беїв, що піддалися, але жодної відповіді від них не отримали». Прибувши до Немирова, Куницький отримав від короля на потреби свого війська певну кількість грошей, а також декілька гармат, порох, кулі й олово. Перепочивши деякий час і поповнивши свої лави новоприбулими козаками, наказний гетьман знову вирушив у похід проти османів.

## Похід в Молдову
Наприкінці 1683 р. 5-тисячне військо наказного гетьмана здійснює похід через молдавські землі в буджацькі та білгородські степи. Наприкінці листопада козацькі полки С. Куницького зайняли м. Нагаї, де знищили османсько-татарську залогу і рушили до Кишинева. Там вони об'єднались з військом молдавського господаря пропольської орієнтації Ш. Петричейку. Крім того, «на плану з дітьми і жінками рахуючи до 30000 Військо Волоське в Кишиневі виконало присягу на службу Божу Його Королівській Милості і Речі Посполитій і нам Війську Його Королівської Милості Запорозькому», — повідомляв український гетьман до Кракова. Дана присяга засвідчувала бажання певної частини молдавського народу відмовитись від османського протекторату й перейти під зверхність короля Речі Посполитої, а також (як це не дивно) й українського гетьмана.
У грудні 1683 року Куницький отримав листа від короля Речі Посполитої, де йшлося: «підеш на Буджак і Білгород і не дозволиш потіхи ханові і Дуці господареві, щоб не зробили ані найменшого кроку». Козацькі сили мали стримувати союзників Порти, поки армія Речі Посполитої після своєї перемоги під Віднем завершувала військову операцію з витіснення османів із Центрально-Східної Європи.

## Битви з татарами
У грудні полки Куницького здобули перемогу над османсько-татарською армією Ява-паші під Тягинею (Кіцканами). За свідченням очевидців, тягинський шлях був усіяний ворожими трупами протягом чотирьох миль, було вбито тягинського бея Алі, старшого над Буджацькою ордою Алігер-пашу, кількох татарських мурз. Правобережні козаки винищили татарські поселення навколо Килії, Ізмаїла та Аккермана й вийшли до берегів Чорного моря. Ця перемога українського війська знайшла відгук у всій Європі, про неї повідомляли тогочасні італійські, польські, німецькі газети — «летючі листки», вона була вшанована відправою в головному соборі Відня.
Однак у битві на річці Прут біля села Тобак (30 грудня 1683 — 4 січня 1684) підрозділи Куницького зазнали поразки. Невдоволені діями гетьмана, які призвели до загибелі значної кількості людей, козаки на раді під Могилевом (початок березня 1684 року) переобрали свого керівника й поставили на гетьманство полковника Андрія Могилу, а самого Куницького вбили, коли він, перевдягнувшись у чернечий одяг, намагався втекти з місця проведення ради. Попри такий трагічний кінець, роки гетьманування Куницького характеризувалися поступовим відродженням козацького устрою Правобережної України, що знову ставав головним чинником суспільно-політичних рухів у регіоні.

## Відгомін події у Європі
Коли до австрійської столиці надійшли відомості про перемоги козаків у буджацьких степах, папський нунцій Бонвічі звернувся до австрійського цісаря Леопольда I з пропозицією вшанувати цю подію відспівуванням у головному віденському соборі. Спочатку мали сумніви, чи можна це робити з огляду на те, що козаки були «схизматиками», але згодом переконання, що українці воюють проти спільного ворога усіх християн, перемогло. Король Ян III Собеський у листі до Ватикану поспішив сповістити західноєвропейський світ про визначну перемогу українських козаків і вказав на її значимість в обороні кордонів Речі Посполитої та всієї Центрально-Східної Європи.
У 1684 р. австрійський художник Й. М. Лерх схематично відобразив зимовий похід козацьких військ у гравюрі під назвою «Зображення нападу козаків на чолі з гетьманом Куницьким спільно з валахами і молдаванами на татар біля Дністра і перемога над татарами». На ній зображена битва між козаками і татарами під Кіцканами, а також момент страти полонених татар. Тут бачимо зображення самого С. Куницького. Це людина років сорока, у козацьких військових строях, у його правій руці — гетьманська булава. Він оточений старшиною і козаками, окремі з яких тримають сотенні прапори з вишитими на них хрестами. За словами польського історика К. Чоловського, у 30- х роках ХХ ст. оригінал цієї гравюри зберігався у колекції Бібліотеки Павліковських (Львів).
Також досить повно висвітлювали бої С. Куницького з татарами тогочасні європейські газети — польські, італійські, німецькі «летючі листки». Краківське видання «Nowiny z Wegier» за грудень 1683 р. повідомляло про зайняття підрозділами Куницького Білгорода, що над Дністром. «Eigentliche Relation» (Краків, 1684) описувало битви козацтва з османами і татарами на українських та молдавських землях, а також інформувало про перемогу гетьмана під Тілгротином 4 грудня 1683 р. Ту саму інформацію подає «летючий листок» під назвою «Extraktschreiben des Kosaken» (Краків, січень 1684 р.) Тогочасна німецька «газета», що вийшла у Регенсбурзі 22 січня 1684 р., писала про успішні дії козацтва на землях Білгородської орди. Венеціанське видання «Novissima relazione» за 1684 р. свідчило про перемогу козаків Куницького поблизу Тягині та завоювання Білгорода. Про військовий талант козацького ватажка повідомляли «листки», надруковані в лютому 1684 р. у італійських містах Римі та Неаполі. Вони цікаві тим, що гетьмана Правобережної України йменують не інакше як «Generale de Cosacchi». Ось що, зокрема, писалося в італійському виданні «Nuova e distinta Relatione…», що видавалося в Неаполі: «…Козацький генерал Куницький завоював Поділля, Валахію і Татарію».
Зважаючи на європейський резонанс цих подій, король Ян III намагався використати інформацію про оволодіння правобережним гетьманом татарськими територіями на польсько-московських переговорах у Москві, змусивши московитів поступитися в окремих питаннях майбутньої угоди між двома державами.

## Нові козацьки вимоги до Речі Посполитої
14 січня 1684 р. посол Речі Посполитої К. Гжимультовський на переговорах у Москві повідомляв до Варшави, що до нього дійшли новини «як Куницький бунтує козаків проти Москви і Самойловича, який має з нею змову». 28 січня у листі до литовського урядовця Б. Сапєги Гжимультовський писав, що Самойловичем було розстріляно полтавського полковника, який бажав перейти на Правобережну Україну під владу С. Куницького.
У лютому 1684 р. до Варшави прибуло козацьке посольство на чолі з генеральним писарем правобережного гетьманату Пяйковським і полковником Я. Дуніним-Раєцьким. У привезених «Супліках» від усього правобережного Війська Запорозького до короля Речі Посполитої були такі пункти: 1) дозволити проведення виборів на посаду православного київського митрополита; 2) надати «прадавні вольності і права» козацтву, а також збільшити плату за участь у військових походах; 3) заборонити шляхті втручатися у «козацькі» справи; 4) надати білоцерківське староство у повне володіння правобережного гетьманату; 5) визначити розмір плати для гетьмана. Крім цього, посольство мало вирішити ряд дрібних проблем, і, зокрема, щодо розмірів матеріального забезпечення, взаємовідносин з комендантами немирівської та білоцерківської фортець тощо.
Ян III Собеський у грамоті від 13 березня 1684 р. відповідав, що з елекцією на посаду митрополита треба почекати, адже Київ перебуває під зверхністю московського царя, а «митрополитом повинен бути той, що визнає Права і Конституції Коронні, житель Корони». Щодо забезпечення козацьких «прав і вольностей», то говорилося лише про те, що король «щось» робитиме для їхнього покращання. Хоча, разом з тим, правобережному козацтву за умови визнання протекції короля Речі Посполитої дозволялось — «з жонами і дітьми поселяйтеся (на Правобережжі) безпечно Вірності Ваші, розпочинайте щасливо, і розповсюджуйте господарство, життя здорове і веселе…» Справа із забороною шляхті перешкоджати становленню козацьких структур була відкладена на розгляд наступного сейму. Гроші на військові витрати козаків, як запевняв Ян III Собеський, були відправлені до Львова і Полонного. Щодо інших вимог, то «якщо уродзонний Гетьман, як і Військо Запорозьке милість батьківську узнавати завжди будуть, король буде ставитися до них прихильно». Саме ці вимоги козаків сприяли появі наступних сеймових та королівських актів 1684—1685 рр., які у межах законодавства Речі Посполитої надавали певного правового оформлення козацькій колонізації Правобережної України.

## Загибель Куницького
Однак, невдоволена втечею свого гетьмана з-під Тобаку, що призвело до загибелі значної кількості людей, частина козаків на чолі з піхотним полковником А. Могилою викликає С. Куницького з Немирова до Могилева. Там на початку березня 1684 р. відбулася козацька рада, де було вирішено переобрати керівника правобережних полків. Самого Куницького вбили, коли він, згідно з твердженнями очевидців, «змінивши козацький жупан на чернецький одяг», збирався втекти з місця проведення ради.